# 天荒湖
天荒湖是一个位于中国江苏省常州市金坛区的湖泊，面积约为2.34平方千米，平均水深约为1米，蓄水量约为158.1万立方米。